# شب دشنه‌های بلند

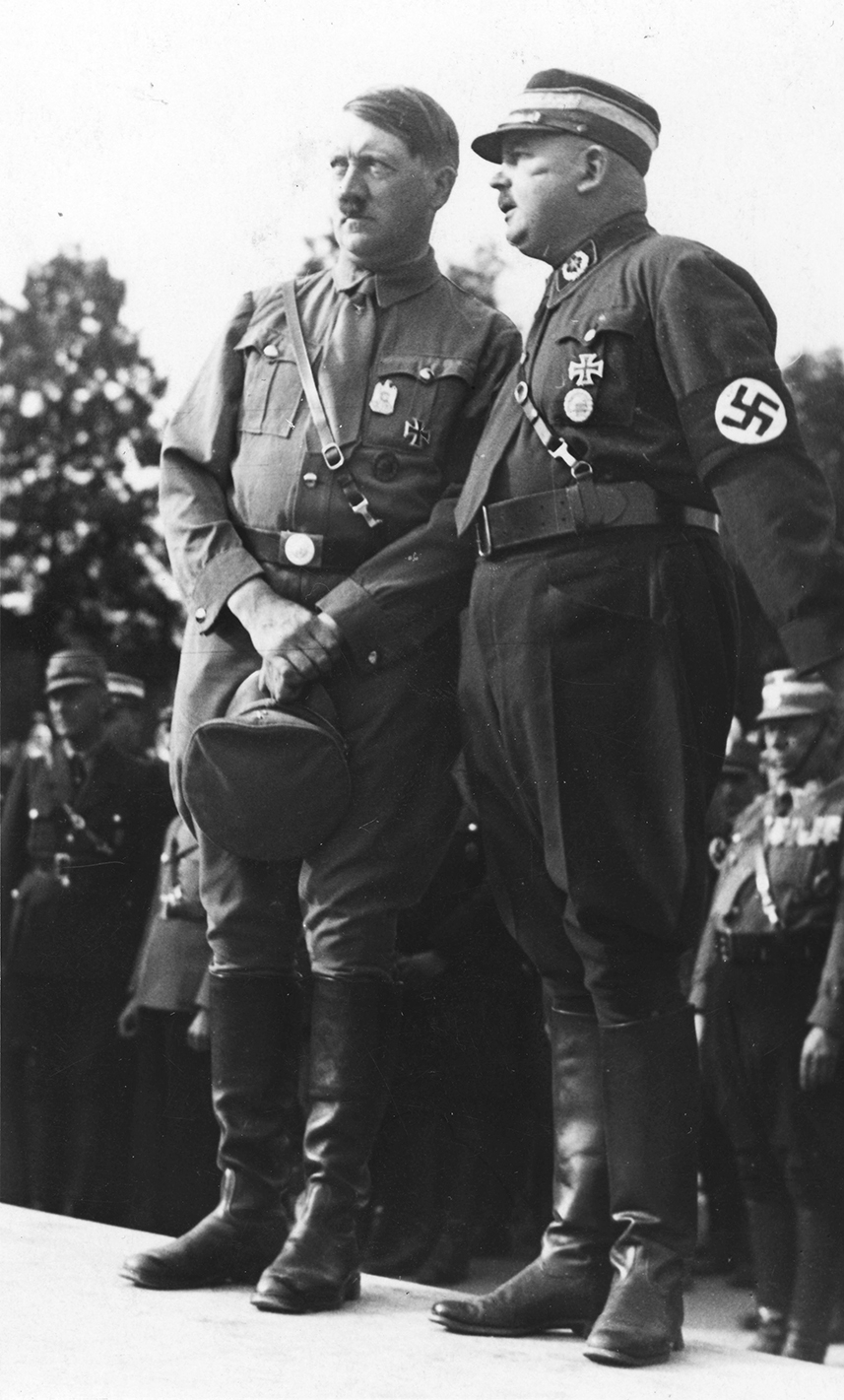
ارنست روم در کنار آدولف هیتلر اوت ۱۹۳۳

شب دشنه‌های بلند یا شب قداره‌های بلند (انگلیسی: Night of the Long Knives؛ آلمانی: Röhm-Putsch) (کودتای روهم) به حوادث مرگبار قتل ارنست روم رئیس اس‌آ و برخی دیگر از فعالان حزب نازی در روزهای پایانی ماه ژوئن و اوایل ماه ژوئیه سال ۱۹۳۴ گفته می‌شود، که دستگاه تبلیغاتی حزب نازی آن را کودتای روهم نامید. در بین کشته شدگان این حادثه، که تعدادشان ۴۰۰ نفر تخمین زده می‌شود، نام‌های افرادی وجود دارد که دشمنان شخصی آدولف هیتلر شمرده می‌شدند، مانند کورت فون شلایشر که زمانی صدراعظم آلمان بود و در کنار آن اشخاصی نیز به اشتباه و تصادفی کشته شدند که به آدولف هیتلر و رژیم او ارتباط خاصی نداشتند. جریان پاک سازی که از سوی آدولف هیتلر و هرمان گورینگ از مدتها پیش برنامه‌ریزی شده بود، توسط کماندوهای اس‌اس و با همکاری گشتاپو و ارتش آلمان نازی به اجرا درآمد. زمینه این خون ریزی، اختلاف‌های داخلی ایدئولوژیک و جنگ قدرت بین نیروهای اس‌آ و اس‌اس بود.

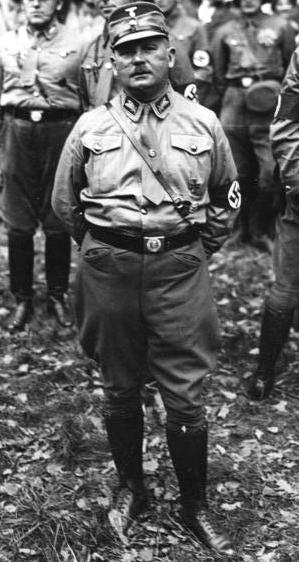
ارنست روم رهبر اس‌آ در باواریا، ۱۹۳۴

## زمینه‌ها، دلایل و پیامدها
شب دشنه‌های بلند یا عملیات مرغ مگس خوار یا آنچه که در آلمان بیشتر به کار می‌رود، «کودتای روهم» یک پاکسازی سیاسی بود که در آلمان نازی بین روزهای ۳۰ ژوئن تا ۲ ژوئیه ۱۹۳۴ رخ داد. هنگامی که رژیم نازی دنباله‌ای از اعدامهای سیاسی را اجرا کرد. بیشتر کشته شدگان، از اعضای اس‌آ بودند.
آدولف هیتلر علیه اس‌آ و فرمانده آن ارنست روهم، دست به اقدام زد، چرا که می‌دید استقلال اس‌آ و تمایل اعضای آن برای خشونت‌های خیابانی تهدیدی مستقیم برای قدرت او است. او همچنین می‌خواست فرماندهان ارتش را که نسبت به اس‌آ، احساس ترس و نفرت توامان داشتند، ساکت کند. این حس در فرماندهان ارتش به خاطر جاه طلبی ارنست روهم که می‌خواست ارتش را در اس‌آ، که تحت فرماندهی خود بود جذب کند، به وجود آمده بود.
آدولف هیتلر می‌خواست با این پاکسازی، منتقدان رژیم خود را مورد تهاجم قرار داده و در نهایت حذف نماید، به ویژه کسانی که به نایب صدر اعظم فرانتس فون پاپن وفادار بودند. وی با این کار با دشمنان قدیمی تسویه حساب کرد.
دست کم ۸۵ نفر در این پاکسازی سیاسی به قتل رسیدند، گر چه در برآورد نهایی تعداد کشته‌ها بیش از صدها نفر تخمین زده می‌شود و نیز هزاران نفر دستگیر شدند. بیشتر این قتل‌ها به دست مأموران اس اس و گشتاپو انجام گرفت. این پاکسازی باعث تقویت و تشدید حمایت ارتش از آدولف هیتلر شد. این حادثه هم چنین موجب فراهم شدن یک بستر قانونی برای رژیم نازی گردید که در آن دادگاه‌های آلمان و کابینه به سرعت قوانینی که قرن‌ها علیه ممنوعیت قتل‌های بدون محاکمه در آلمان وجود داشت را برای نشان دادن وفاداری خود به رژیم کنار بگذارند.